# Hypenetes nahuelbutae
Hypenetes nahuelbutae är en tvåvingeart som beskrevs av Artigas, Lewis och Luis E. Parra 2005. Hypenetes nahuelbutae ingår i släktet Hypenetes och familjen rovflugor. Inga underarter finns listade i Catalogue of Life.